# Calorguen
Calorguen (bretonisch Kerorgen) ist eine französische Gemeinde mit 722 Einwohnern (Stand 1. Januar 2022) im Département Côtes-d’Armor in der Region Bretagne. Sie gehört zum Arrondissement Dinan und zum Kanton Lanvallay. Die Bewohner nennen sich Calorguennais(es).

## Geografie
Calorguen liegt etwa 27 Kilometer südlich von Saint-Malo und rund 42 Kilometer nordwestlich von Rennes im Osten des Départements Côtes-d’Armor.

## Geschichte
Funde aus der Bronzezeit belegen eine frühe Besiedlung. So wurden im Jahr 1863 360 Äxte aus der Bronzezeit ausgegraben. Die Kirchgemeinde wurde im Jahr 1182 als zur Priorei Saint-Magloire de Léhon zugehörig erwähnt. Eine erste namentliche Erwähnung von Calorguen als Carorguen fand sich in einer Urkunde der Priorei von Léhon im Jahr 1182. Im Jahr 1360 weigerte sich der Ort, den englischen Besatzern ein Lösegeld zu bezahlen. Noch 1422 sprachen die Bewohner mehrheitlich Bretonisch. Erst danach wechselten die Einwohner zum Gallo. Die Gemeinde gehörte von 1793 bis 1801 zum District Dinan. Zudem war sie von 1793 bis 1801 Teil des Kantons Evran und von 1801 bis 2015 Teil des Kantons Dinan-Ouest.

### Bevölkerungsentwicklung
| Jahr                       | 1962 | 1968 | 1975 | 1982 | 1990 | 1999 | 2006 | 2012 | 2019 |
| Einwohner                  | 507  | 506  | 450  | 497  | 508  | 523  | 610  | 687  | 744  |
| Quellen: Cassini und INSEE |      |      |      |      |      |      |      |      |      |

Die zunehmende Mechanisierung der Landwirtschaft und die hohe Anzahl Gefallener des Ersten Weltkriegs führten zu einem Absinken der Einwohnerzahlen bis auf die Tiefststände in neuerer Zeit.

## Sehenswürdigkeiten
- Kirche Saint-Hubert (erbaut 1584, restauriert 1788, grunderneuert 1838)
- Herrenhäuser Manoir de la Ferronnays (auch Ferronnais; 14.–16. Jahrhundert) und Manoir de Boutron (14. Jahrhundert)
- zahlreiche Kreuze und Wegkreuze aus dem 12.–17. Jahrhundert
- mehrere alte Häuser in La Giraudais (17. Jahrhundert), La Huballerie (erbaut 1660) und La Roussais (17./18. Jahrhundert)
- ehemaliges Waschhaus (Lavoir) mit 10 Waschplätzen in La Huballerie
- Denkmal für die Gefallenen[1]

Quelle:

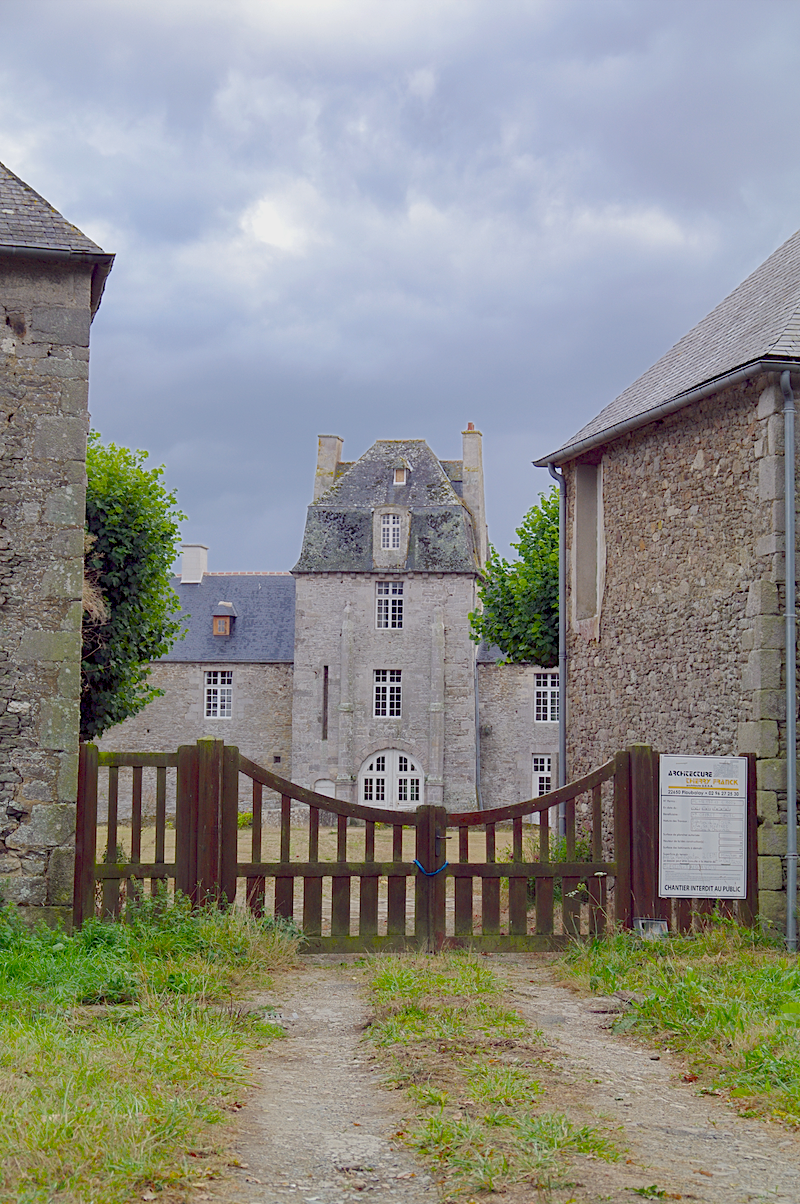
Manoir de la Ferronays
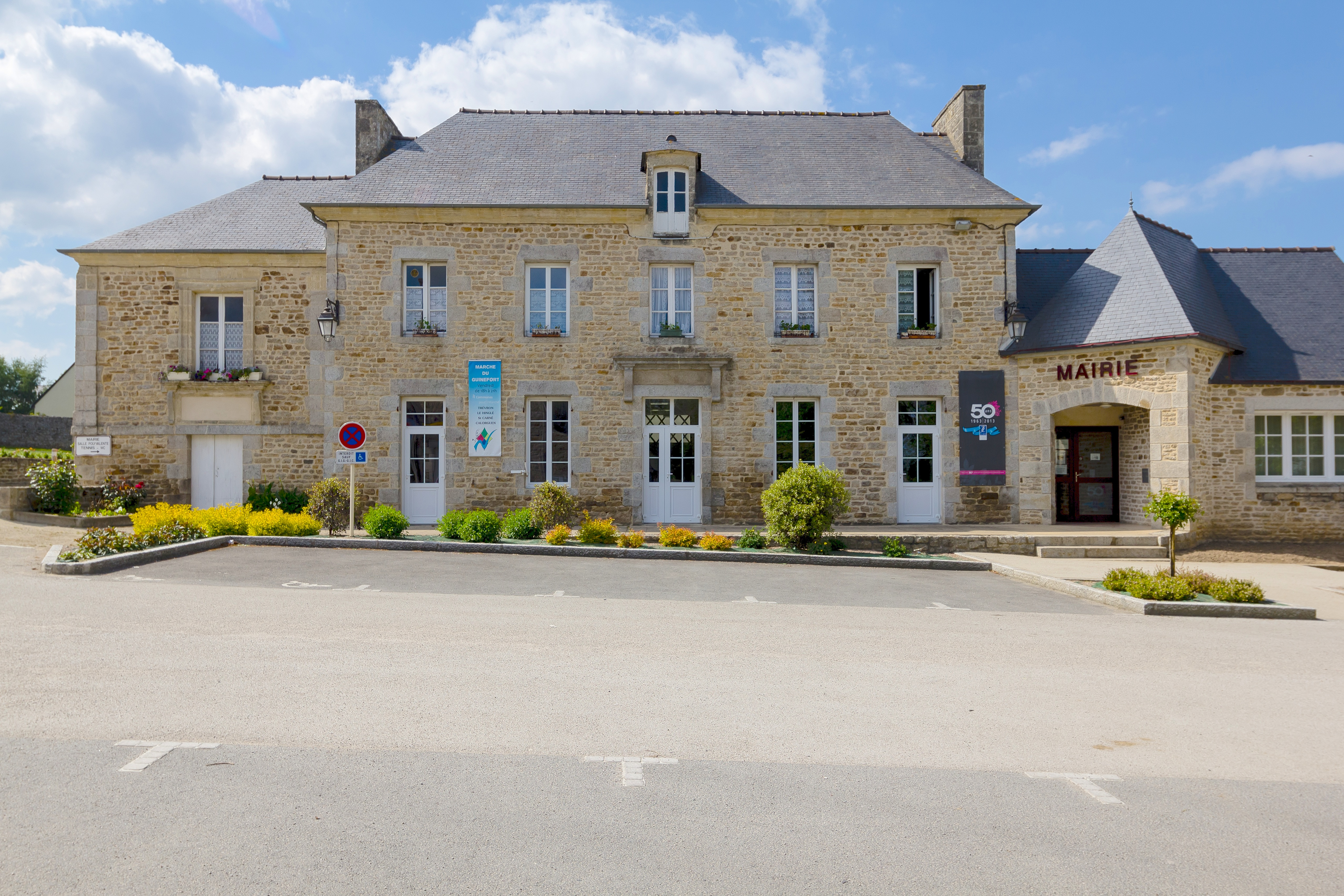
Rathaus (Mairie) von Calorguen
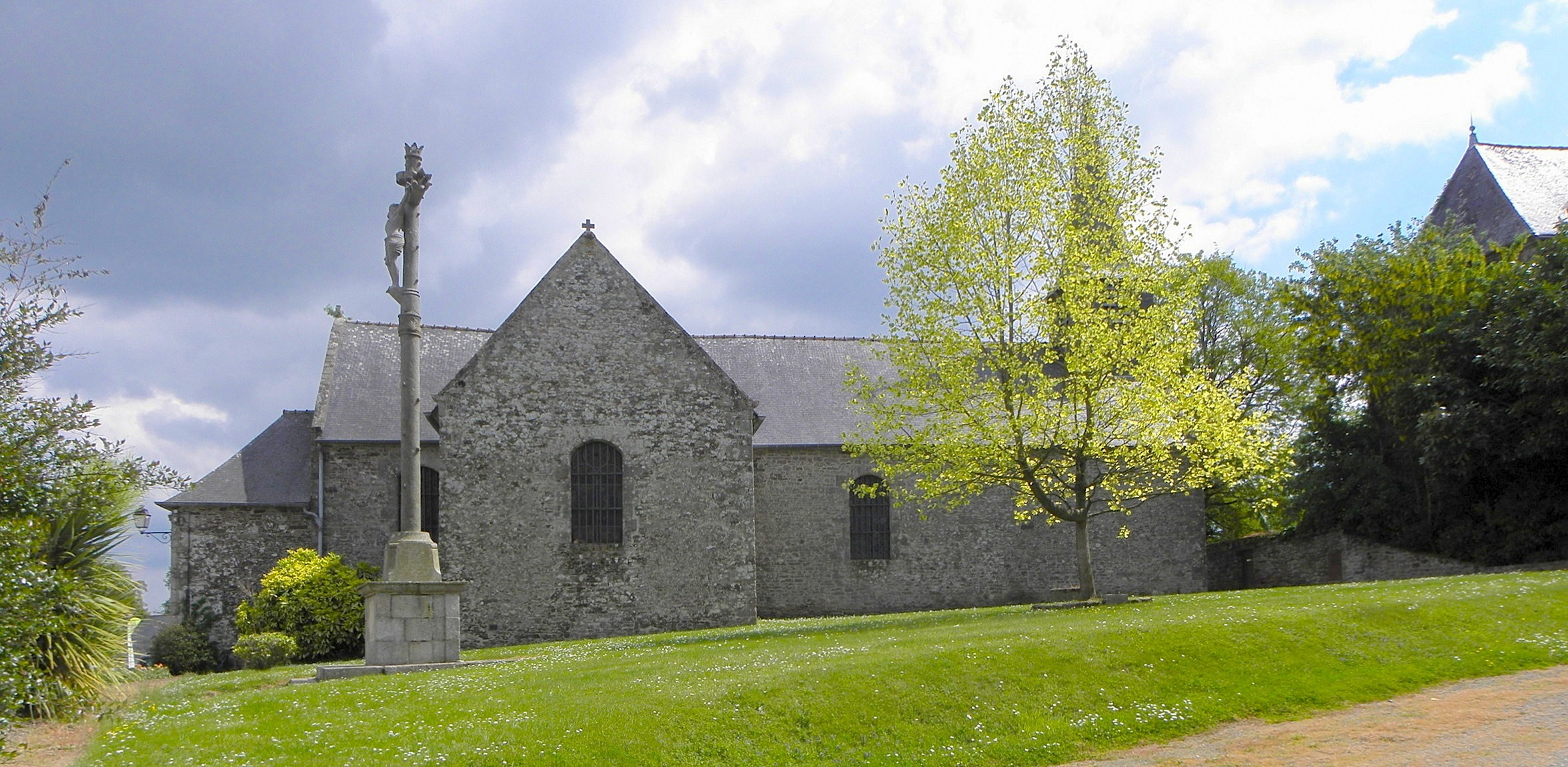
Kirche Saint-Hubert
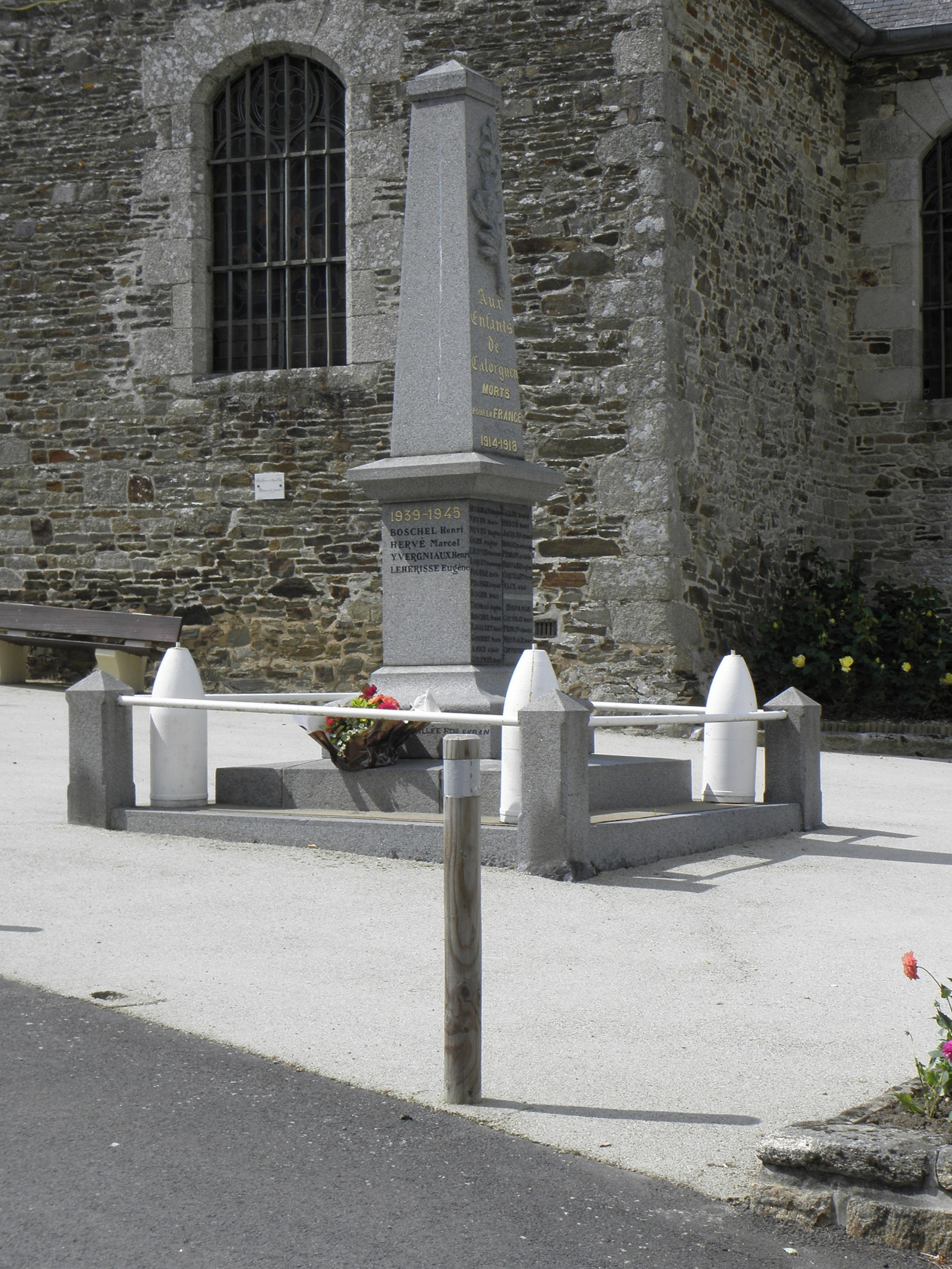
Denkmal für die Gefallenen